# Сборная Нидерландов по регбилиг
Сборная Нидерландов по регбилиг — команда, представляющая Нидерланды на международных соревнованиях по регбилиг. Контролируется Нидерландским союзом регбилиг. Команда образована в январе 2003 года.

## История
Корни нидерландского регбилиг уходят в 1989 год, когда на студенческом чемпионате мира в Англии впервые выступила сборная Нидерландов наравне с командами Австралии, Англии, Ирландии, Новой Зеландии, Уэльса, Франции и Шотландии. В рамках подготовки к турниру в Бреде на стадионе Королевской военной академии голландцы сыграли со сборной Франции из военных, а позже провели матч против Тулузы, завершившийся вничью 2:2. Официально сборная Нидерландов появилась в 2003 году и провела в Сассенхейме первую игру против второй сборной Шотландии (поражение 18:22). В 2004 году был разыгран Кубок Роттердама, в котором голландцы проиграли сборной Шотландии, составленной из студентов (14:24), и обыграли сборную Сербии (24:14). В 2005 году голландцы сыграли матчи против Грузии, Сербии и Шотландии, а затем через год приняли участие в отборе на чемпионат мира в европейской зоне, но проиграли два матча и выиграли только у Сербии, заняв 3-е место в группе и не пройдя в следующий раунд. Год завершился победой над командой Чехии.
Регбилиг в стране развивался медленными шагами: в 2004—2007 годах в Роттердаме проводился турнир по регбилиг-9 для разных европейских команд. Первый матч по регбилиг на клубном уровне прошёл между гаагской командой «Те Верде Бустардс» и английским клубом «Эссекс Илз». Помимо этого, в стране появились клубы «Капелле Спартанс», «Делфт» и «Нотдорп Мускетирс», которые проводили матчи против различных британских клубов, в том числе и ежегодные встречи против сборной Оксфорда. Клубы участвовали в турнирах в Гейдельберге по регбилиг-9, а также в матчах в Великобритании. В 2008 году в регбилиг наступил перерыв из-за нехватки спонсирования и невозможности продвигать активно регбилиг как популярный вид спорта. В феврале 2012 года Нидерландский союз регбилиг получил статус наблюдателя при Европейской федерации регбилиг, а в мае 2013 года сборная Нидерландов возобновила проведение матчей в рамках Еврокубка Трёх Наций Запада против Германии и Бельгии.

## Тренерский штаб
| Имя тренера       | Должность        | Назначен  |
| ----------------- | ---------------- | --------- |
| Кейн Крлич        | Главный тренер   | Март 2015 |
| Мэттью Ригби      | Помощник тренера | Июнь 2016 |
| Стефани ван Дипен | Физиотерапевт    | Июнь 2017 |
| Гус Котстра       | Физиотерапевт    | Июнь 2017 |
| Тимо Мейндерс     | Менеджер         | Май 2017  |

## Все матчи
| Дата             | Турнир                       | Противник   | Место                                   | Счёт  | Судья          | Попытки                                                            | Реализации       |
| ---------------- | ---------------------------- | ----------- | --------------------------------------- | ----- | -------------- | ------------------------------------------------------------------ | ---------------- |
| 19 июля 2003     | Товарищеский матч            | Шотландия А | Сассенхейм                              | 18:22 |                |                                                                    |                  |
| 23 апреля 2004   | Товарищеский матч            | Сербия      | Роттердам                               | 24:14 |                |                                                                    |                  |
| 7 мая 2004       | Товарищеский матч            | Шотландия   | Роттердам                               | 24:14 |                |                                                                    |                  |
| 29 апреля 2005   | Чемпионат Европы             | Грузия      | Хук-ван-Холланд                         | 14:34 |                |                                                                    |                  |
| 18 июня 2005     | Чемпионат Европы             | Сербия      | Чаир, Ниш                               | 10:24 |                | де Ягер (2), Баррет, Фокстон                                       | де Ягер (5/6)    |
| 29 июня 2005     | Товарищеский матч            | Шотландия   | Капелле-ан-ден-Эйссел                   | 17:10 |                |                                                                    |                  |
| 28 апреля 2006   | Отбор на чемпионат мира 2008 | Россия      | Хук-ван-Холланд                         | 14:40 |                | Хоуитт (2), де Ягер                                                | де Ягер (1/3)    |
| 26 мая 2006      | Отбор на чемпионат мира 2008 | Грузия      | Стадион имени Михаила Месхи, Тбилиси    | 57:16 |                | Тейлор (2)                                                         | де Ягер (4/4)    |
| 17 июня 2006     | Отбор на чемпионат мира 2008 | Сербия      | Роттердам                               | 38:26 |                | Стэнфорд-Смит (2), ден Энгельсман (2), Гримберген, Неринкс, Тейлор | де Ягер (5/7)    |
| 5 августа 2006   | Товарищеский матч            | Чехия       | Роттердам                               | 34:28 |                |                                                                    |                  |
| 4 мая 2013       | Еврокубок Трёх Наций Запада  | Германия    | Гейдельберг                             | 28:22 |                | Вердонк (2), Доммерхёйзен, ван Бохове                              | ван Бохове (3/4) |
| 26 июня 2013     | Еврокубок Трёх Наций Запада  | Бельгия     | Делфт                                   | 6:22  |                | Краал                                                              | Идзерда (1/1)    |
| 3 мая 2014       | Еврокубок Трёх Наций Запада  | Германия    | Делфт                                   | 16:70 |                | ван Бохове, ван Россум, Тоннер                                     | Бремен (2/3)     |
| 28 июня 2014     | Еврокубок Трёх Наций Запада  | Бельгия     | Брюссель                                | 32:16 |                | Рос, Холден (2)                                                    | Бремен (2/3)     |
| 2 мая 2015       | Еврокубок Трёх Наций Запада  | Бельгия     | Роттердам                               | 12:60 |                | ван Россум, Врасдонк                                               | Бремен (2/2)     |
| 20 июня 2015     | Еврокубок Трёх Наций Запада  | Германия    | Карлсруэ                                | 46:12 |                | Ддумба (2)                                                         | Бремен (2/2)     |
| 13 августа 2016  | Еврокубок Трёх Наций Запада  | Германия    | Роттердам                               | 6:8   | Миса Вакадрану | де Верк                                                            | Сторм (1/1)      |
| 3 сентября 2016  | Еврокубок Трёх Наций Запада  | Бельгия     | Брюссель                                | 34:12 | неизвестно     | де Бур, Хабеке                                                     | Схолте (2/2)     |
| 26 августа 2017  | Кубок Гриффина               | Германия    | Оснабрюк                                | 18:30 | Джоэл Холмс    | де Рёйтер (2), Ландус (2), Разу Шульц                              | Бремен (5/5)     |
| 9 сентября 2017  | Товарищеский матч            | Швеция      | Национальный регбийный центр, Амстердам | 28:24 | Макс Даутон    |                                                                    |                  |
| 1 сентября 2018  | Кубок Гриффина               | Германия    | Роттердам                               | 38:22 | Джо Джагру     |                                                                    |                  |
| 22 сентября 2018 | Товарищеский матч            | Швеция      | Гётеборг                                | 4:24  | Гвидо Бонатти  |                                                                    | Гут (4/6)        |
| 24 августа 2019  | Товарищеский матч            | Чехия       | Чехия                                   |       |                |                                                                    |                  |
| 14 сентября 2019 | Кубок Гриффина               | Германия    | Германия                                |       |                |                                                                    |                  |